# 巧克力
巧克力（英語：Chocolate，i/ˈtʃɒk.lət/），是以可可树的种子作为主要原料制作的食品，它可以是固體、液體或糊状，也可作为其他食品的调味料。巧克力的出现最早可以追溯到公元前19世纪的奥尔梅克文明，在其遗址发现饮用巧克力饮料的痕迹。大多数的中部美洲文明都会制作巧克力饮料，包括瑪雅文明和阿茲特克。巧克力的英文“Chocolate”一词来自古典纳瓦特尔语单词“xocolātl”，意思为“苦水”。
巧克力由可可树（Theobroma，意為神的果實子）的产物可可豆製作而成。可可豆有一种强烈的苦味，必须经过发酵才能形成其独特的风味。发酵后，可可豆經晒干、清洗和烘烤；剥去外壳后，将其磨成可可块，即无任何添加的粗制巧克力，可可块通过加热而液化后则被称为可可液。可可液也可以通过冷却和加工来制作可可粉和可可脂(不屬於糖果)。
巧克力按成分的不同而被分为不同的种类，如黑巧克力、牛奶巧克力、白巧克力和无糖巧克力。现在消费的大部分巧克力都是添加了食糖的甜巧克力。
巧克力含有豐富的鐵、鈣、鎂、鉀、維他命A、維他命C和可可鹼，由于糖分含量高，因此具有高能量值。以天然成分制作的巧克力對人類以外的許多動物有毒（例如：狗、貓），但對人類無毒，且其中微量的可可鹼是健康的反鎮靜成分。故食用有助提升精神，增強興奮等功效。可可含有苯乙胺，坊间流传能使人有戀愛感覺的流言。
在欧美的眾多國家中，有许多巧克力的百年老店、博物馆和巧克力公园，介绍巧克力的制作、技术、人物和知名的巧克力品牌等。而与巧克力有关的节日也有许多，例如：情人节、圣诞节、感恩节、复活节等。

## 词源

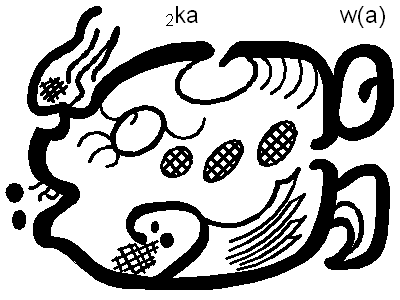
指可可的玛雅文字。

汉语“巧克力”音译自英語“chocolate”。
英语单词chocolate大约于1600年从西班牙语中引入。此单词如何来到西班牙语尚不确定，有几种相互竞争的解释。或许被引用最多的解释是“chocolate”来自纳瓦特尔语（阿兹台克人的语言）中的 “chocolātl”，很多来源说此单词衍生自“xocolātl”納瓦特爾語發音：[ʃokolaːtɬ]，结合 “xococ”，酸或苦，与“ātl”水或饮。单词“chocolatl”在墨西哥中部殖民地来源中並不存在，因此这个由来不太可能。另一起源来自尤卡坦玛雅语单词“chokol”意为热，与纳瓦特尔语“atl”意为水。纳瓦特尔词语“chicolatl”意为“被打的水”，可能衍生自起泡的棍的单词“chicoli”。词语“chocolate chip”意为巧克力碎片，首次用于1940年。词语“chocolatier”意为做巧克力甜点的人，已证明1888年起出现。

## 历史

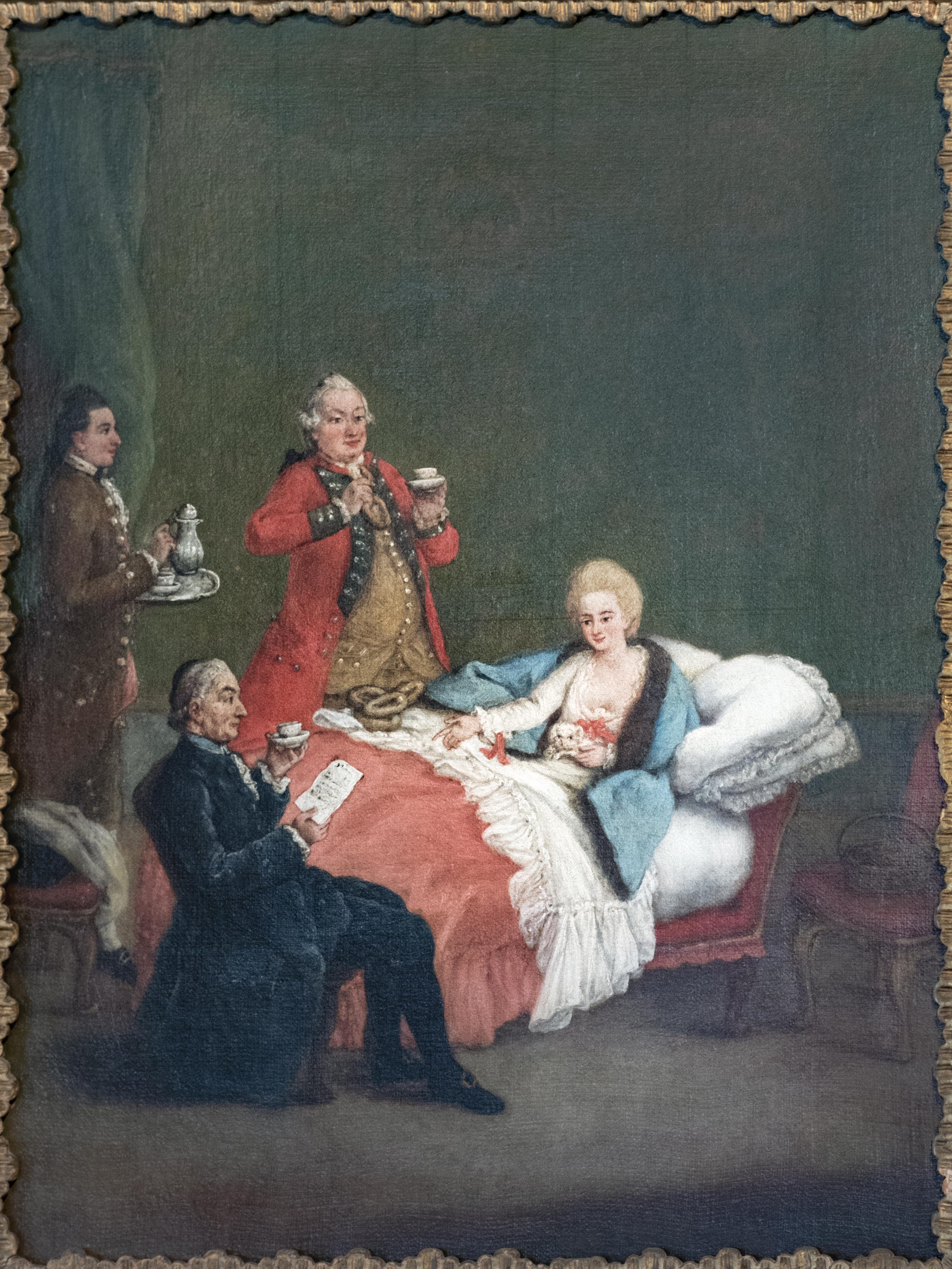
自美洲被发现后，用可可做成的饮料成为在欧洲非常受欢迎的饮料。原作为意大利画家彼得罗·隆吉的Die Morgenschokolade。

在中部美洲可可的油脂含量多，為了讓它喝起來更順口，要反覆從高處倒往容器，沖出大量泡沫。可可豆非常珍貴，所以也曾當作貨幣流通，它的價值說法不一，據說30粒可可豆可以買到一隻兔子，100粒可可豆可以買到一個奴隸。相傳阿茲特克的國王蒙特蘇馬二世，每天要喝50杯巧克力飲品，最主要是因為其藥效和提神功效。
1502年，據說哥倫布曾在瓜納哈島海域看到載滿可可豆的獨木舟，但他沒有特別在意這件事。
1519年，來自西班牙的埃爾南·科爾特斯等人抵達阿茲特克帝國，在蒙特蘇馬二世的宮殿初次喝到巧克力飲品。
1521年，埃爾南·科爾特斯等人征服阿茲特克帝國。
1528年，埃爾南·科爾特斯把可可豆帶回西班牙獻給國王(卡洛斯一世)，巧克力就這樣傳入歐洲。
1615年，西班牙公主奧地利的安妮與法國國王路易十三結婚，巧克力也因此傳進法國，之後巧克力也陸續傳入義大利、奧地利、德國。
1778年，得雷公司研發出利用水力來製造巧克力的機器。
1819年，佩魯提耶公司，設立了利用蒸氣來使機器運轉的工廠。
1828年，荷蘭人帆豪登發明了從可可豆中去除部分可可脂的技術，而且他還用鹼處理成功調和了可可豆的酸味， 如此一來就徹底解決可可過度油膩不易溶於熱水和味道過酸的問題，巧克力的價格也因此變得低廉，一般人也能喝得起。
1847年，英國人喬瑟夫·斯托爾斯·弗萊在可可膏中加入可可脂、砂糖，發明了巧克力塊。
1875年，瑞士人亨利·雀巢1867年發明了奶粉的製造方法，他的朋友丹尼爾彼得1875年使用這種奶粉發明了世界最早的牛奶巧克力的方法。
1879年，瑞士人魯道夫·蓮開發出精煉法，只要長時間攪拌巧克力， 就能做出入口即化絲滑口感 ，這項技術的發明，使得原本質地粗糙，顆粒感明顯的巧克力，逐漸變成融化的獨特口感和滑潤質地。

## 制作

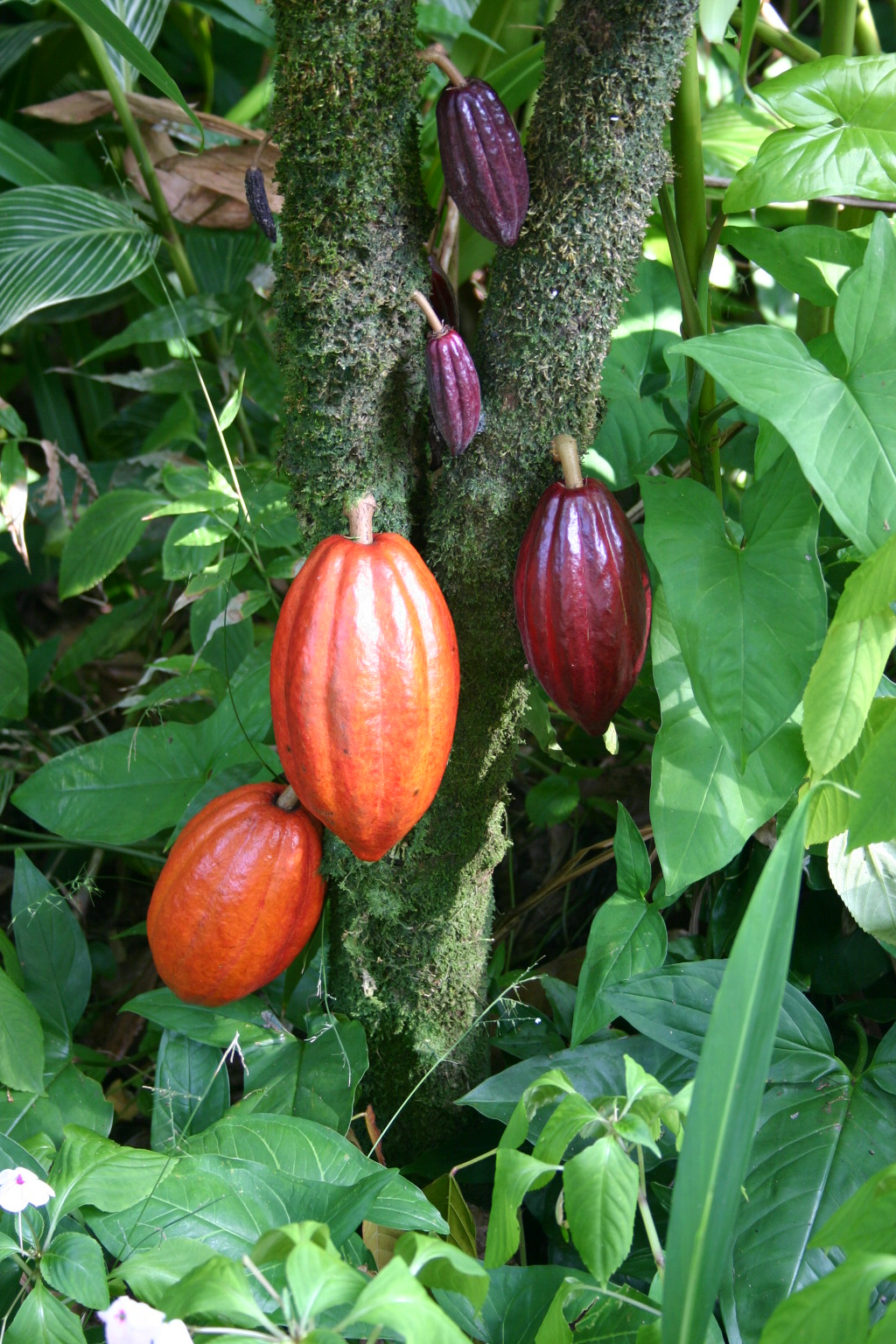
巧克力是由可可豆制成。一棵结有不同成熟度果实的可可树。

全世界大约三分之二的可可產自西非，其中有43%是来自象牙海岸。在这里黑人童工的使用在可可生产中非常普遍。根据世界可可基金会统计，全世界大约五千万人依靠可可为生。在英国，大多数巧克力生产者都是购买可可，然后自己融化，注模并用自己的设计包装。或利用可可為主材料，搭配打發雞蛋、糖等，製作各式各樣的巧克力經典甜點。
可可豆经過发酵、干燥、烘焙、研磨，制成可可液。可可液可制成可可粉与可可脂，或选高品质的粗制可可液经进一步加工制成巧克力。可可液块（Cocoa liquor）是可可粉块与可可脂液体混合物凝固后的物质，两种成分的比例大致上與其原料可可相等。

## 种类

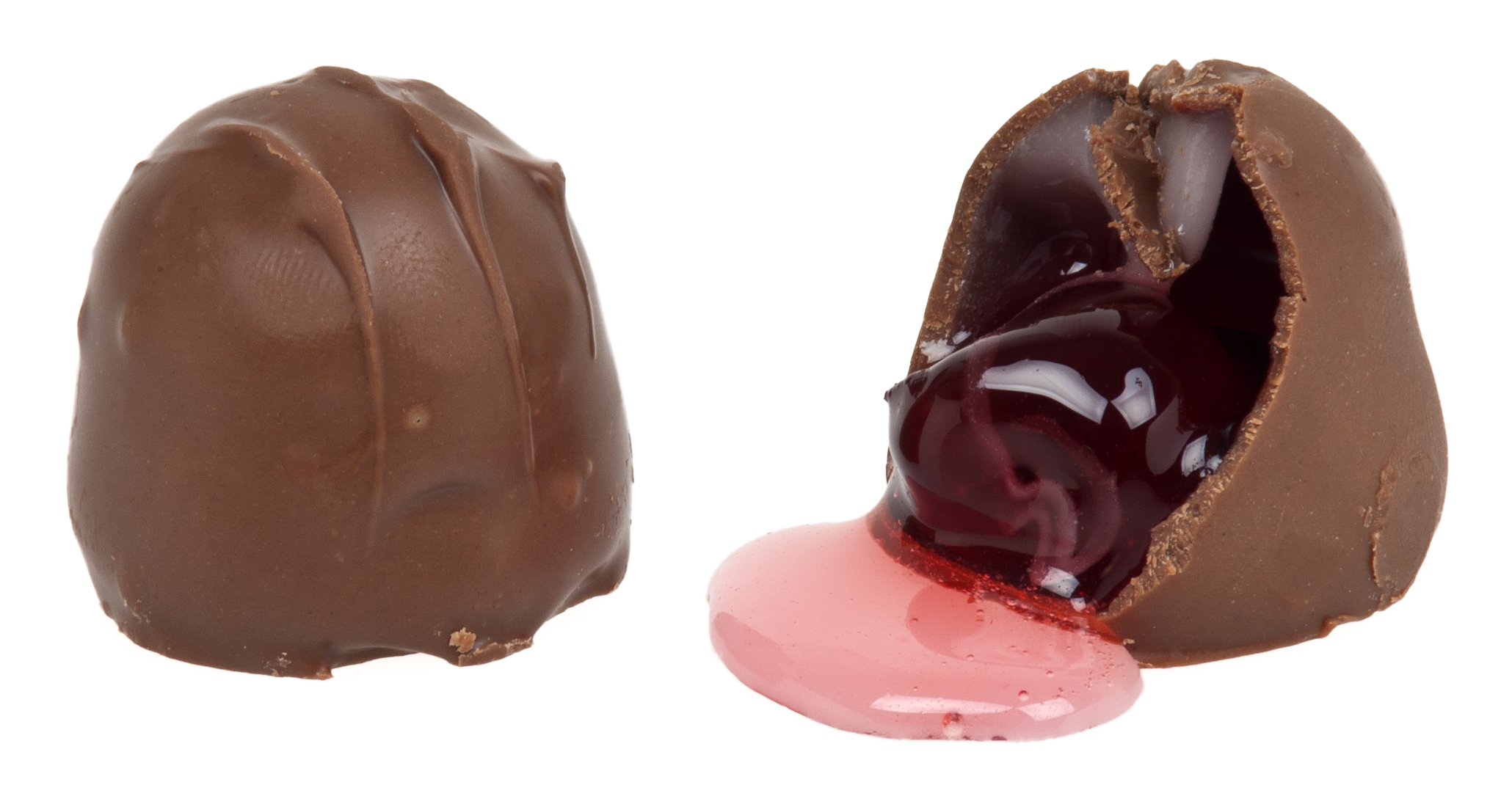
巧克力通常被用作各种水果的表面糖霜涂层，如樱桃加上利口酒。

巧克力有很多种类，主要区别为含有不同比例的可可粉和可可脂。现在被消费的大部分巧克力都是加了糖的甜巧克力。

### 牛奶巧克力
牛奶巧克力是指含有乳制品的甜巧克力。英国和爱尔兰规定牛奶巧克力的可可含量不得小于20%，欧盟的其他国家则规定可可不得小于25% 。

### 白巧克力

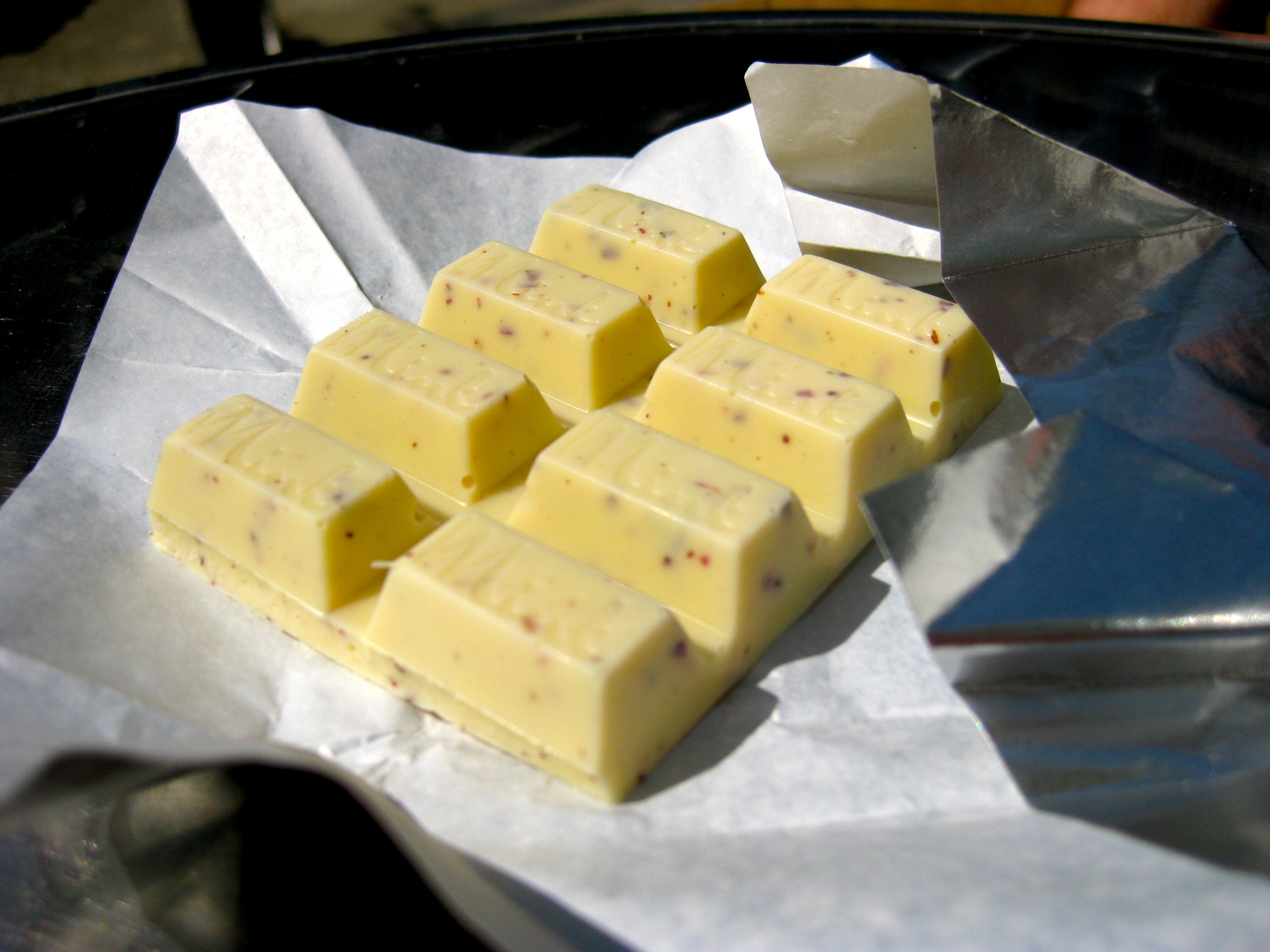
白巧克力

白巧克力尽管在口感上与牛奶巧克力和黑巧克力相似，但它的成分中不含有可可粉。2002年，美国食品药品监督管理局为白巧克力制定了一个标准——由即可可脂、牛奶固体、营养性碳水化合物、甜味剂和其它安全的添加剂，但不含可可粉制成的产品。

### 黑巧克力
黑巧克力是通过在可可粉合物中加入脂肪和糖来生产的。美国食品和药物管理局称之为「甜巧克力」，规定其可可含量不得小于度为1%，欧洲则规定可可含量不得小于至少35%。可可含量越高说明苦味越重。半甜巧克力是含糖量低的黑巧克力。苦味巧克力是添加了一些糖（通常是三分之一）和更多的可可脂的黑巧克力。与半甜巧克力相比，苦甜巧克力的糖含量更少。截至2017年, 没有准确的证据表明黑巧克力对血压有明显影响或对健康有益。

### 无糖巧克力
无糖巧克力是纯巧克力，也被称为苦巧克力或烘焙巧克力。它是不含杂质的巧克力，通常用于烘焙或其他添加了糖的产品中。
有些巧克力的表面可能有被称为“巧克力花”的白色斑点，这是糖或脂肪因储存不当而分离产生的。它没有毒性，可以安全食用。

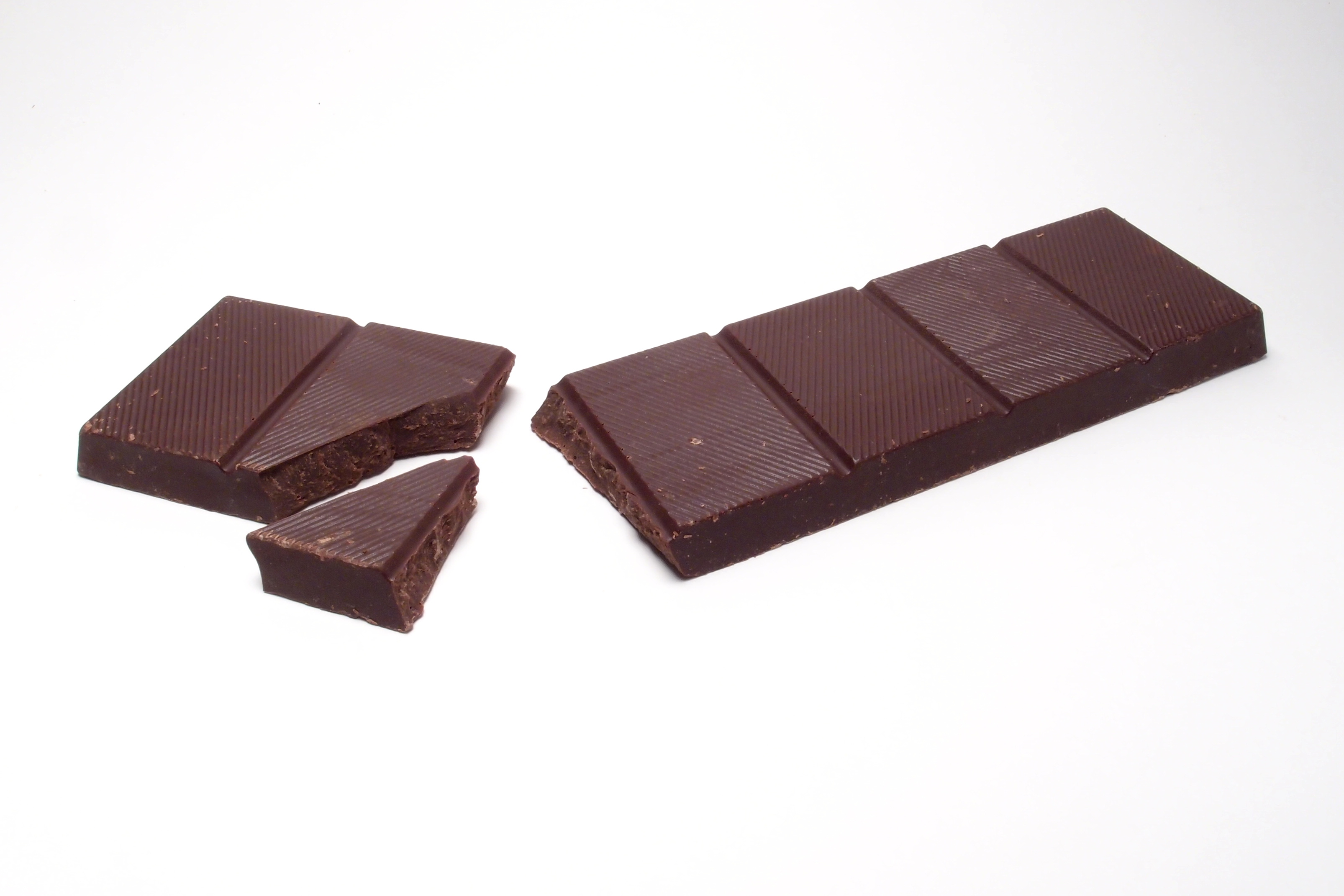
无糖烘焙巧克力

## 成分

### 营养物质
100克的牛奶巧克力可以提供540卡路里的能量，其中59%为碳水化合物（52%为糖，3%为膳食纤维），30%为脂肪（65%为饱和脂肪，主要是棕榈酸和硬脂酸；而主要的不饱和脂肪是油酸）和8%为蛋白质。
牛奶巧克力中是摄取核黄素、维生素B12和膳食矿物质锰、磷和锌的极佳来源（超过参考每日摄入量的19%）。巧克力摄取是钙、镁和铁的良好来源（超过参考每日摄入量的10–19%）。

### 对健康的影响
對於如狗、馬、鸚鵡、小老鼠和貓等動物，因為牠們體內無法進行有效的化學代謝來代謝可可鹼。如果牠們誤食巧克力，可可鹼將留在血液中長達20個小時，這些動物可能會出現眩晕、呕吐、腹泻、多尿等中毒症狀，导致癲癇、心臟病、內出血，最終死亡。獸醫會進行催吐，並在兩小時以苯二氮或巴比妥對癲癇解毒，並投與抗心律失常藥治療心律不整。
巧克力中的可可鹼对动物的神经系统有影响。人類对可可鹼的新陈代谢能力比较强，對於人類，巧克力是一種溫和的興奮劑，主要是由於可可鹼的存在。白巧克力只含有微量的咖啡因和可可鹼，因為這些化學物質包含在可可，而不是可可脂。但有些动物，比如犬、猫等，对其新陈代谢速度要慢得多，可以說是有毒，一隻一般大的狗摄入400克（将近半公斤）巧克力后可能会出现包括从食欲不振到死亡等各种反应，小狗相应的导致中毒巧克力劑量也要小，即使進食小量也可致命。

## 产业
巧克力风靡全世界，是一个稳定增长的、价值每年500亿美元的世界性产业。欧洲占世界巧克力总收入的45%，美国在2013年消费了价值200亿美元的巧克力。Big Chocolate是欧洲和美国主要国际巧克力公司的集团，仅美国公司玛氏和好时每年的巧克力销售额就达130亿美元，占美国2004年产量的三分之二。尽管巧克力行业在国际上的影响力不断扩大，但在科特迪瓦种植可可豆的童工却不知道可可豆的用途；在科特迪瓦，巧克力产品高昂的价格让大多数人无法购买，他们甚至还不知道巧克力的味道。

### 制造商

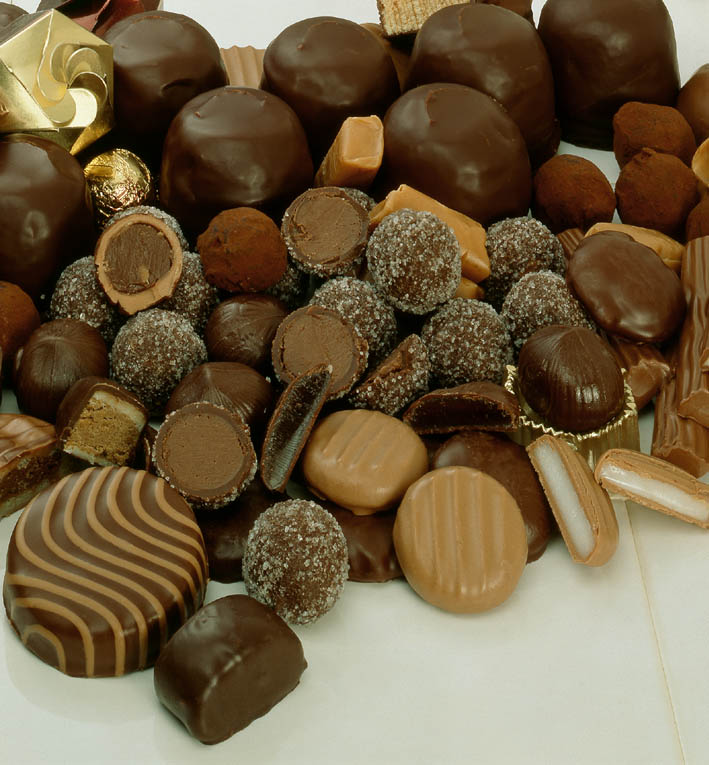
拥有各种馅料的巧克力

巧克力生产造推出了产从巧克力棒到软糖的一系列产品。大生产商商包括吉百利（世界上最大的糖果生产商）、佛列羅、Guylian、好時、瑞士蓮、瑪氏食品、妙卡、紐豪斯和Suchard。
Guylian以其海贝巧克力闻名；吉百利以其Dairy Milk和Creme Egg闻名。好时是北美最大的巧克力生产商，代表作有Hershey Bar和好时之吻。玛氏公司是一家大型的美国私营企业，生产瑪氏巧克力棒、Milky Way、M&M's、Twix和士力架。瑞士蓮以其松露巧克力和金箔包装的复活节兔子闻名。
雀巢和Kraft Foods都有各自的巧克力品牌。雀巢于1988年收购了Rowntree's，现在以其品牌销售巧克力，包括聰明豆和奇巧巧克力；1990年，卡夫食品通过收购Jacobs Suchard，现在拥有Milka和Suchard两个品牌。2010年2月，卡夫还收购了英国的吉百利公司。
勞工
在象牙海岸，可可果果園中有數百萬小童在做童工。有的被販子騙過去，有的是自願的。他們每天只賺17港元（2英鎊）。

## 業界标准

### 国际
国际食品法典委员会（CAC）标准规定可可脂占的比例不低于18％，可可粉不低于14％。

### 歐盟
只要是植物性油脂比例超過5% ，就不能用巧克力命名。

### 韓國
只要產品含有超過20%以上的固態可可(可可膏/可可脂/可可粉)，就可以被歸為巧克力類。

### 中國大陸
2003年，中华人民共和国国家质量监督检验检疫总局(香港)下轄中国国家标准化管理委员会發布的GB 9678.2-2003《巧克力卫生标准》；GB/T 19343-2003《巧克力及巧克力制品》；SB/T 10024-1992《巧克力及巧克力制品》，當中規定黑巧克力的可可脂要達到18％以上、白巧克力達到20％以上。

### 日本
1971年3月《不當景品類及不當表示防止法》第10條第1項，經由相關產業公正取引協議會統一規範。

### 臺灣
2016年1月，衛生福利部食品藥物管理署制定《巧克力標示規定》草案，總可可固形物含量高於35%、可可脂高於18%才能標黑巧克力，以及若使用植物油替代可可脂則須標示，2017年7月正式施行。

## 相關景點
- 伊姆霍夫巧克力博物館
- 巧克力博物馆

## 延伸阅读
- Almond, Steve. . Algonquin Books（英语：Algonquin Books）. 2004. ISBN 978-1-56512-421-9.
- Grivetti, Louis Evan; Shapiro, Howard-Yana (编). . 2009. ISBN 9780470411315. doi:10.1002/9780470411315.
- Norton, Marcy. Sacred Gifts, Profane Pleasures: A History of Tobacco and Chocolate in the Atlantic World (Cornell UP, 2008)
- Off, Carol. . The New Press（英语：The New Press）. 2008. ISBN 978-1-59558-330-7.
- Rosenblum, Mort (2006). Chocolate: A Bittersweet Saga of Dark and Light. North Point Press. ISBN 978-0-86547-730-8
- Ryan, Órla (2011). Chocolate Nations: Living and Dying for Cocoa in West Africa. Zed Books. ISBN 978-1-84813-005-0
- Squicciarini, Mara P.; Swinnen, Johan. . Oxford: Oxford University Press. 2016. ISBN 978-0198726449.
- Young, Allen M. (2007). The Chocolate Tree: A Natural History of Cacao (Rev. and expanded ed.). University Press of Florida. ISBN 978-0-8130-3044-9
- Sophie D. Coe; Michael D. Coe. . Thames & Hudson. 28 June 2013  [2021-05-15]. ISBN 978-0-500-77093-1. （原始内容存档于2020-07-29）.